# Арсений (Алексеев)
Игу́мен Арсе́ний (в миру Степа́н Федо́тович Алексе́ев; предположительно 1845, Бугурусланский уезд, Самарская губерния, Российская империя — 20 августа 1913, Андреевский скит, Афон) — игумен Православной российской церкви, миссионер, один из основателей Союза русского народа.

## Биография
Происходил из семьи отчисленных из военного ведомства кантонистов Бугурусланского уезда Самарской губернии. Точная дата рождения не установлена — по одним данным, это 1837 год, по другим — 1840 год, называют также 1845 год. В 1860 году Степан Алексеев стал послушником бузулукского Мойского монастыря, откуда через три года был направлен в Самарский архиерейский дом, там 9 марта 1863 года он принял рясофорный постриг. В 1869 году послушник Арсений был переведён в Николаевский монастырь и стал членом Самарской миссии. Под руководством епископа Герасима (Добросердова) он занимался миссионерской деятельностью, противодействием духоборам, молоканам и другим сектантам. После издания в 1877 году книги «Проповедание истины в Самарской епархии» его известность распространилась за пределы Самарской губернии.
Некоторое время послужив при Кавказском архиерейском доме, в 1882 году послушник Арсений отправился на Афон для подготовки и издания антииконоборческих материалов. 9 марта 1883 года рясофорный послушник Арсений был пострижен в мантию в Пантелеимоновском монастыре. 1 мая 1883 года его рукоположили во иеродиакона, а через неделю во иеромонаха.
В 1883 году иеромонах Арсений приехал в Москву, в Афонское подворье. На молодого миссионера обратил внимание обер-прокурор Священного синода Константин Победоносцев, и в 1886 году Арсений был вызван в распоряжение Синода для антисектантской деятельности. В 1887 году он участвовал в Всероссийском миссионерском собрании, был избран председателем отдела по рационалистическим иконоборческим сектам. За духовной поддержкой отец Арсений отправился на остров Патмос, где во время богослужения в Пещере Апокалипсиса в день его пострига из стены пещеры истекла вода. Это было воспринято монахами как знак свыше. Затем отец Арсений посетил патриарха Иерусалимского Никодима, получил его благословение на миссионерскую деятельность. Завершил работу по составлению книги «О почитании Креста», порученную ему Собранием отец Арсений на Афоне, и 3 августа 1888 года уехал в Россию. Там он продолжил борьбу с штундистами, молоканами, хлыстами и старообрядцами, перемещаясь по епархиям.
В 1890 году иеромонах Арсений стал насельником Александро-Невской лавры и был назначен Синодальным миссионером. 17 августа 1894 года Синодом было организовано открытие Воскресенского монастыря на месте Макарьевской пустыни, и иеромонах Арсений, возведённый в сан игумена, был назначен настоятелем строящегося монастыря.
Помимо антисектантской деятельности, игумен Арсений занимался обличением английского писателя Фредерика Фаррара, чьи книги на религиозную тематику пользовались популярностью среди интеллигенции и некоторых священнослужителей. Отец Арсений устраивал публичные собеседования, публиковал статьи против Фаррара, что вызвало бурный отклик в среде почитателей писателя, среди которых были влиятельные лица. Они добились запрета на проведение собеседований в Михайловском манеже, а в ноябре 1898 года отец Арсений был лишён звания Синодального миссионера.
С началом революционных событий 1905 года игумен Арсений выступил с обличением революционеров.

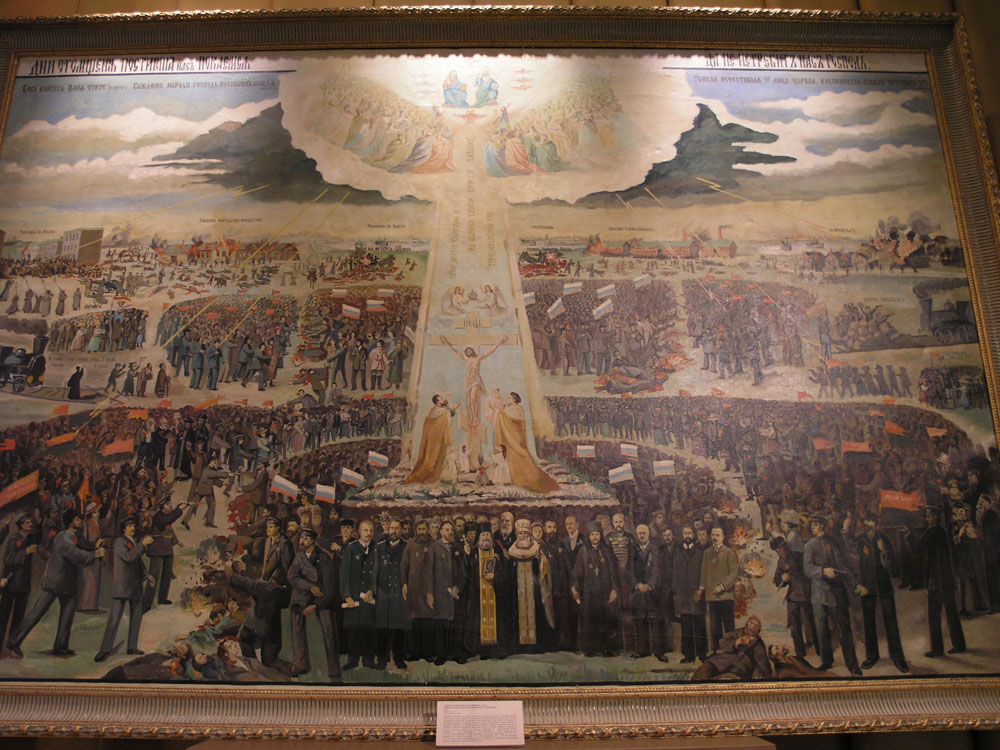
Картина «Дни отмщения постигоша нас... покаемся да не истребит нас Господь», 1905—1907 год, предположительно авторство Майков, Аполлон Аполлонович (его изображение присутствует на картине). Государственный музей истории религии. На картине, по-видимому, рукой автора надписано: «Ныне по примеру ангелов защищают Царскую власть от бесов главные учредители Союза Русского Народа: 1 — игумен Арсений; 2 — протоиерей Иоанн; 3 — А. Дубровин; 4 — И. Баранов; 5 — В. Пуришкевич; 6 — Н. Ознобишин; 7 — В. Грингмут; 8 — князь Щербатов; 9 — П. Булацель; 10 — Р. Трегубов; 11 — Н. Жеденов; 12 — Н. Большаков; 13 — о. Илиодор. В священных книгах сказано, что когда люди уклонялись в идолопоклонство, Бог истреблял их».

Осенью 1905 года он стал одним из учредителей Союза русского народа. 23 декабря игумен Арсений в составе депутации от Союза был на приёме у императора Николая II, поднёс ему икону Архистратига Михаила и свою брошюру «Выписи тяжких ересей, от которых погибает Церковь и Государство наше», в которой подверг резкой критике русскую элиту, отступившую от православия, и в том числе столичное духовенство, представителей которого назвал «нечестивцами», ради грехов которых «изливает Бог свои фиалы на нашу Родину».
Такая деятельность игумена вызвала недовольство в Синоде, и 23 января 1906 года он был отстранён от управления Воскресенским монастырём. 1 февраля 1906 года в качестве наказания за келейное пострижение не достигшего тридцатилетнего возраста запасного квартирмейстера Артамона Голубева без архиерейского разрешения отец Арсений был отправлен в Соловецкий монастырь. Союз русского народа сразу начал ходатайствовать о переводе игумена Арсений из-за ревматизма с Соловков на юг. В июне 1906 года его зачислили во Владимирский монастырь Таврической епархии. Осенью 1906 года он участвовал в третьем Всероссийском съезде русских людей в Киеве. На этом съезде он выступил с критикой церковной иерархии. В 1907 году организовывал паломничество монархистов в Иерусалим, что стало большим событием в среде столичных черносотенцев. В 1909 году Синод игумену Арсению предписал отбыть в Драндский Успенский монастырь Сухумской епархии, но он отказался. После повторного указания об отбытии в двухнедельный срок в Сухумскую епархию и последовавшего на это отказа в конце ноября 1909 года на игумена Арсения был наложено запрещение в служении. В 1912 году он принёс покаяние Синоду, и запрет был снят, в сентябре ему было разрешено выехать на Афон.
На Афоне в то время разгоралась борьба с имяславием. Отец Арсений, приехав на Афон 2 апреля 1913 года, начал обличать имяславие, но по прошествии некоторого времени проникся к имяславцам симпатией, и стал сам проповедовать их идеи, организовав «Союз исповедников Имени Господня во имя Святого Архистратига Михаила». Приехавший на Афон для борьбы с имяславием архиепископ Никон (Рождественский) нашёл игумена Арсения уже в крайне тяжёлом состоянии, разбитым параличом в Андреевском скиту. 20 августа 1913 года игумен Арсений скончался и был похоронен в лесу без отпевания как еретик.

## Труды

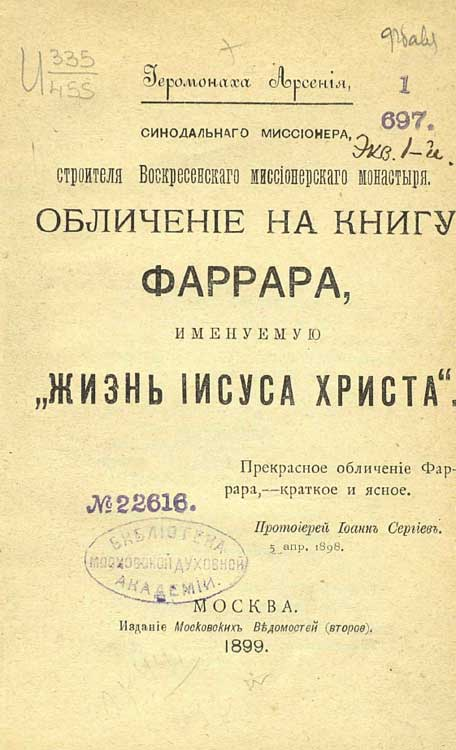
Титульная страница книги «Обличение на книгу Фаррара, именуемую „Жизнь Иисуса Христа“»

- Проповедание истины в Самарской епархии. Псков, 1877.
- Письма к новообратившимся из разных сект раскола с Афона, из Солуня, из Старого Иерусалима, с Нового Афона, из Нового Иерусалима. М., 1884.
- Отчет миссионера иеромонаха Арсения Его Превосходительству г-ну Обер-Прокурору Св. Правительствующего Синода Константину Петровичу Победоносцеву. СПб., 1888.
- Обличение на книгу Фаррара именуемую «Жизнь Иисуса Христа». М., 1898.
- О единодержавии. СПб., 1905.
- О почитании властей. СПб., 1905.
- Открытое письмо редактору-издателю журналов «Кронштадтский маяк» и «Свет России» Н. И. Большакову и беседа бывшего синодального миссионера и главного учредителя Союза Русского народа игумена о. Арсения. СПб., 1909.
- О новоявленном столичном лжехристе в лице именуемого «братца Иоанна» Чурикова. СПб., 1912.